# Navalmoral de Béjar variedad3
Navalmoral de Béjar variedad3 es el nombre de una variedad cultivar de manzano (Malus domestica) Esta manzana está cultivada en la colección de germoplasma de manzanas del CSIC, también está cultivada en la colección de germoplasma de peral y manzano en la "Finca de Gimenells de la Estación Experimental de Lérida - IRTA". Esta manzana es originaria del Castilla y León, procedente de un ejemplar localizado en el año 1999 en el municipio de Navalmoral de Béjar en la comarca de Sierra de Béjar, en la provincia de Salamanca.

## Sinónimos
- "Navalmoral de Béjar-3 M030",[3]
- "Manzana Navalmoral de Béjar variedad3".[7]

## Historia
'Navalmoral de Béjar variedad2' es una variedad de manzana de la comunidad autónoma de Castilla y León, que se encuadra en el grupo de Reineta Blanca de Canadá por sus similitudes, está catalogada con el número de accesión M030 en el Banco de germoplasma de peral y manzano de la Universidad de Lérida, que se encuentra integrado en la Red de Colecciones del Programa de Conservación y Utilización de los Recursos Fitogenéticos para la Alimentación y la Agricultura, del Plan Nacional de I+D+I.
'Navalmoral de Béjar variedad3' está considerada con otras muchas de las entradas que se han incorporado al Banco de germoplasma en la "Finca de Gimenells de la Estación Experimental de Lérida - IRTA", provienen de ejemplares únicos, en algunos casos, actualmente desaparecidos, lo que ha permitido paliar la erosión genética que se está dando en estas especies frutales.
'Navalmoral de Béjar variedad3' es una variedad que se cultiva para su conservación genética, para posibles usos y mejoras en cruces con otras variedades, para incrementar cualidades o intercambiarlas.

## Características
El manzano de la variedad 'Navalmoral de Béjar variedad3' tiene un vigor fuerte de tipo ramificado, con porte erguido; ramos con pubescencia fuerte, de un grosor medio, con longitud de entrenudos medios, número de lenticelas grande, relación longitud/grosor de los entrenudos media, tipo de ramos fructíferos "lamburdas"; época de inicio de floración tardía, yema fructífera de forma ovoide de una longitud corta, flor no abierta presenta color del botón floral rosa pálido, flor de tamaño medio, pétalos con posición relativa de los bordes tangentes, inflorescencia con número medio de flores medio, de forma plana o ligeramente cupuliforme, sépalos de color predominante verde, sépalos de longitud media, con los pétalos de longitud corta y anchura corta, siendo la relación longitud/anchura de los pétalos más largos que anchos, estilos con longitud en relación con los estambres más largos, estilos con punto de soldadura lejos de la base.
Las hojas tienen un porte horizontal en relación con el ramo, limbo de longitud medio y de anchura medio, con una relación longitud/anchura pequeña, forma del borde aserrada, peciolo con longitud medio, forma del limbo cordiforme, aspecto de la superficie del haz medianamente brillante, pubescencia del envés fuerte, plegamiento de la superficie cóncava, tamaño de la punta grande, forma de la base redondeada, estípulas con una forma muy foliáceas, y ángulo del peciolo respecto al ramo mediano.
La variedad de manzana 'Navalmoral de Béjar variedad3' tiene un fruto de tamaño y peso de grande a muy grande; forma globosa aplanada, relación longitud/anchura muy pequeña, lados (ausencia o presencia de lados marcados) medio, posición de la anchura máxima en el medio; piel con estado ceroso débil, pruina de la epidermis ausente o muy débil; con color de fondo verde, importancia del sobre color ausente o muy débil, sobre color de superficie ausente, siendo su intensidad ausente, reparto del color en la superficie ausente, acusando unas lenticelas grandes, y una sensibilidad al "russeting" (pardeamiento áspero superficial que presentan algunas variedades) en las caras laterales medio; pedúnculo con una longitud muy corto, y un grosor grueso, anchura de la cavidad peduncular grande, profundidad de la cavidad pedúncular media, y con importancia del "russeting" en cavidad peduncular muy fuerte; coronamiento por encima del cáliz débil, anchura de la cav. calicina ancha, profundidad de la cav. calicina media, y con importancia del "russeting" en cavidad calicina débil; longitud del sépalo media; ojo con un tamaño pequeño, parcialmente abierto; sépalo de longitud media.
Carne de color blanca, con oscurecimiento de la carne al corte medio; textura media, dureza de la carne muy dura, con jugosidad medio; sabor algo aromático, bueno; corazón con distinción de la línea fuerte; eje abierto; porte del sépalo parcialmente extendido; lóculos carpelares cerrados; semilla de longitud muy grande, de anchura medianamente ancha, y de color marrón rojizo.
La manzana 'Navalmoral de Béjar variedad3' tiene una época de maduración y recolección de fruto tardía, mediados de otoño. Época de caída de hoja tardía. Se usa como manzana de mesa fresca y para sidra.

## Calidad de fruto y prueba de cata
- Peso del fruto: Grande
- Calibre del fruto: Muy grande
- Longitud del fruto: Media
- Índice de almidón: Alto
- Dureza medida de la carne: Alta
- Índice refractométrico (IR): Alto
- Acidez titulable: Alta
- Jugosidad de la carne: Medio
- Textura de la carne: Media
- Dureza sensorial de la carne: Dura
- Dulzor: Débil
- Acidez: Fuerte
- Intensidad del sabor de la carne: Fuerte
- Sabor: Bueno
- Valoración global del fruto: Bueno.[3]

## Características Agronómicas
- Afinidad del injerto (compatibilidad): Buena
- Facilidad de formación y poda: Baja
- Tipo de fructificación: Tipo II
- Precocidad varietal: Muy poco precoz
- Vecería: Alta
- Productividad: Media
- Necesidad de aclareo: Baja
- Escalonamiento de la maduración del fruto: Largo
- Sensibilidad a la caída en maduración: sin datos
- Aptitud para la conservación del fruto en árbol: sin datos
- Aptitud para la conservación del fruto en almacén o cámara: sin datos
- Sensibilidad al moteado: sin datos
- Sensibilidad al oídio: Alta
- Sensibilidad a pulgón lanígero: Alta.[3]